# 浅香守生
浅香 守生（あさか もりお、1967年3月11日 - ）は、日本の男性アニメーション演出家、アニメ監督。兵庫県西宮市出身。

## 来歴
大阪デザイナー専門学校を経て、1986年に演出助手としてマッドハウスに入社。最初に関わった作品は『火の鳥・ヤマト編』の進行。1989年、テレビアニメ『YAWARA!』で演出デビュー。その後、1993年にOVA作品『POPS』で初監督を務める。
1999年『劇場版カードキャプターさくら』で第4回、2000年『劇場版カードキャプターさくら 封印されたカード』で第5回と2年連続アニメーション神戸作品賞・劇場部門を受賞。

## 参加作品

### テレビアニメ
1989年
- ジャングル大帝（1989年 - 1990年、絵コンテ・演出）
- YAWARA!（1989年 - 1992年、絵コンテ・演出）

1992年
- 風の中の少女 金髪のジェニー（1992年 - 1993年、絵コンテ）

1994年
- D・N・A² 〜何処かで失くしたあいつのアイツ〜（OPアニメーション）※あさかもりお名義

1995年
- あずきちゃん（1995年 - 1998年、絵コンテ・演出）

1998年
- カードキャプターさくら（1998年 - 2000年、監督・絵コンテ・演出）

2001年
- ギャラクシーエンジェル（監督（大橋誉志光と連名）・絵コンテ・演出）

2002年
- ギャラクシーエンジェルZ（監督（大橋誉志光と連名）・絵コンテ）
- ちょびっツ（監督・絵コンテ・演出）

2003年
- ギャラクシーエンジェルAA（絵コンテ・演出）
- GUNSLINGER GIRL（2003年 - 2004年、監督・絵コンテ）

2004年
- MONSTER（2004年 - 2005年、絵コンテ・演出）
- ローゼンメイデン（OP絵コンテ・演出）

2006年
- NANA（2006年 - 2007年、監督・絵コンテ・演出）

2007年
- Devil May Cry（ED絵コンテ）
- CLAYMORE（絵コンテ）

2008年
- チーズスイートホーム（アニメーションキャラクター原案・脚本・絵コンテ）
- 魍魎の匣（絵コンテ）

2009年
- チーズスイートホーム あたらしいおうち（アニメーションキャラクター原案）
- こばと。（アニメーション監修・絵コンテ）
- 青い文学シリーズ「人間失格（監督・絵コンテ・演出）

2011年
- 逆境無頼カイジ 破戒録篇（絵コンテ）
- ちはやふる（2011年 - 2012年、監督・絵コンテ・演出、OP絵コンテ・演出）

2012年
- ソードアート・オンライン（ED絵コンテ・演出）
- BTOOOM!（絵コンテ）

2013年
- ちはやふる2（監督・絵コンテ・演出、OP絵コンテ・演出、ED絵コンテ・演出）
- ダイヤのA（絵コンテ、OP絵コンテ・演出）

2014年
- ノーゲーム・ノーライフ（絵コンテ、OP絵コンテ・演出）
- ハナヤマタ（絵コンテ）

2015年
- 俺物語!!（監督・絵コンテ・演出）

2016年
- ねじ巻き精霊戦記 天鏡のアルデラミン（絵コンテ）

2018年
- カードキャプターさくら クリアカード編（監督）

2019年
- ちはやふる3（2019年 - 2020年、監督・絵コンテ）

2023年
- 山田くんとLv999の恋をする（監督・絵コンテ）
- 葬送のフリーレン（演出）

2026年
- 淡島百景（監督）

### TVスペシャル
1996年
- YAWARA! Special ずっと君のことが…。（監督・絵コンテ）

### 劇場アニメ
1988年
- 銀河英雄伝説 わが征くは星の大海（演出助手）

1992年
- YAWARA! それゆけ腰ぬけキッズ!!（絵コンテ・演出）

1994年
- かっ飛ばせ!ドリーマーズ -カープ誕生物語-（絵コンテ・演出）

1995年
- アンネの日記（絵コンテ・演出協力）

1996年
- X -エックス-（助監督協力）

1999年
- 劇場版カードキャプターさくら（監督・絵コンテ）

2000年
- 劇場版カードキャプターさくら 封印されたカード（監督・絵コンテ）
- 劇場版ケロちゃんにおまかせ!（構成）

2017年
- ノーゲーム・ノーライフ ゼロ（絵コンテ）

2023年
- 金の国 水の国（絵コンテ・演出）

### OVA
1987年
- JUNK BOY（助監督）

1988年
- 魔界都市〈新宿〉（助監督）

1989年
- 銀河英雄伝説 第1期（演出助手）
- うる星やつら ヤギさんとチーズ（演出助手）

1993年
- POPS（監督）
- 人魚の傷（監督）

1994年
- BRONZE KoJI NANJo cathexis（絵コンテ）
- CLAMP IN WONDERLAND（監督・絵コンテ）
- 幽幻怪社（-1995年、監督）

1996年
- 鉄腕バーディー（-1997年、絵コンテ・演出）

2004年
- 炎の蜃気楼〜みなぎわの反逆者〜（ED絵コンテ・演出）

2005年
- いちご100% -さわやかペンションクライシス〜オーナーに気をつけろ! 編-（絵コンテ）

2011年
- SUPERNATURAL: THE ANIMATION（絵コンテ）

### その他の作品
1996年
- アタック!フューチャーズ チャレンジ!Jリーグ（挿絵）

単行本 汐文社、著：田中舘哲彦、ISBN 4811302990
- NOëL（ストーリーボード）

PS用ゲームソフト
2001年
- 龍神沼（絵コンテ）

石ノ森萬画館の館内上映用アニメ
2005年
- LAST ORDER FINAL FANTASY VII（監督・絵コンテ）

ファイナルファンタジーVII アドベントチルドレン 限定版 映像特典DVD収録